# 舍爾巴庫爾區

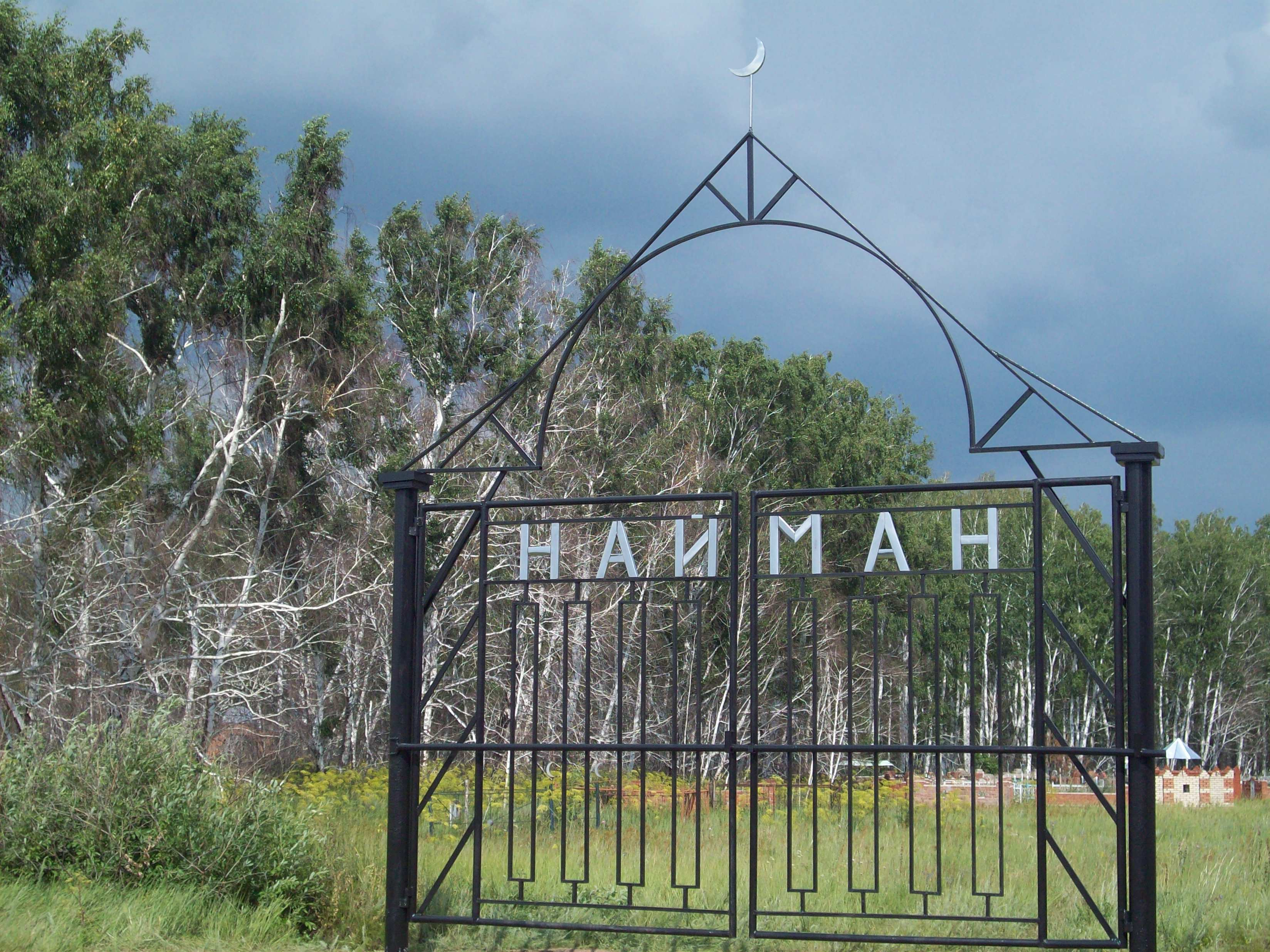

54°30′N 72°30′E / 54.500°N 72.500°E
舍爾巴庫爾區（俄语：Шербакульский район），是俄羅斯的一個區，位於該國西南部，由鄂木斯克州負責管轄，始建於1924年10月14日，面積2,300平方公里，2010年人口21,342，人口密度每平方公里9.28人。